# Viktor Urbantschitsch
Viktor Urbantschitsch (Bécs, 1847. szeptember 10. — Bécs, 1921. június 17.) osztrák orvos, fül-orr-gége szakorvos, a hallásnevelés neves képviselője.

## Életútja
Orvosi tanulmányait Bécsben folytatta, egész életútján ugyanott egy fül-orr-gége klinikán dolgozott mint igazgató. Urbantschitsch Jean Marc Gaspard Itard uniszenzorikus módszerét (egyéni, kis távolságból fülbe beszélés) elevenítette fel. Urbantschitsch működése idején még hallókészülék nem állt rendelkezésre. Azt feltételezte és igazolta, hogy módszeres hallásgyakorlatokkal (akusztikus ingerléssel) a sérült hallószerv funkcióját (a hallásműködés ún. „inaktív letargiája” esetén) javítani lehetséges.
Urbantschitsch tevékenysége új (Löwe szerint a 3.) fejlődési szakasz a hallásnevelés történetében. Több iskolában eredményesen megindított hallásnevelési programja azonban az osztrák pedagógusok meg nem értése miatt abbamaradt, német nyelvterületen mások fejlesztették tovább. Az 1890-es évek végén Vácott is kevés eredményt hozott Urbantschitsch módszere. A hallásnevelés Magyarországon Bárczi Gusztáv fellépésével folytatódott tovább.

## Magánélete
Rudolf Urbantschitsch (Rudolf von Urban) pszichoanalitikus apja és Christoph Waltz színész dédapja volt.

## Fontosabb munkája
- Über Hörübungen bei Taubstummheit und bei Ertaubung im späteren Lebensalter. Bécs, 1895

### Magyarul
- A siketnémákkal és a szerzett siketségben szenvedőkkel végzendő hallásgyakorlatokról; ford. Nemó; Kapisztrán ny., Vác, 1936